# Old Town Road
"Old Town Road" é uma canção do rapper americano Lil Nas X. Foi inicialmente lançado de forma independente em 3 de dezembro de 2018 e ganhou popularidade através do app de compartilhamento de vídeo TikTok. Como resultado, Lil Nas X assinou um contrato com a Columbia Records, que permitiu a ele distribuir a canção como um single. 
"Old Town Road" foi produzida por YoungKio e conta com samples do instrumental de "34 Ghosts IV" pelo Nine Inch Nails, com esta banda recebendo créditos pela letra e pela produção. Um remix da canção foi lançada no começo de abril de 2019 e contou com a participação de Billy Ray Cyrus. Um segundo remix foi lançado contando com Cyrus e Diplo no final do mesmo mês. O quarto e último remix oficial da canção, intitulado "Old Town Road (Seoul Town Road Remix)", em parceria com o rapper sul-coreano RM, do BTS, foi lançado em 24 de julho de 2019 e alcançou a oitava posição da parada de singles da Nova Zelândia. O remix com Billy Ray Cyrus foi usado no EP de estreia de Lil Nas X, intitulado 7.
Em março de 2019, a canção alcançou a posição número 19 na tabela da Billboard Hot Country Songs antes de ser desqualificada por teoricamente não se encaixar no gênero country.
No geral, "Old Town Road" foi um sucesso de público e crítica internacional, alcançando o topo de vendas e aparecendo em primeiro lugar na Billboard Hot 100, a principal parada de sucesso dos Estados Unidos. A canção se manteve no topo da Hot 100 por dezenove semanas, quebrando o recorde da Billboard.

## Tabelas

### Paradas musicais
| Paradas (2019)                                   | Melhor posição |
| ------------------------------------------------ | -------------- |
| Alemanha (Media Control Charts)                  | 1              |
| Austrália (ARIA)                                 | 1              |
| Áustria (Ö3 Austria Top 40)                      | 1              |
| Bélgica (Ultratop 50 Flanders)                   | 1              |
| Bélgica (Ultratop 50 Valônia)                    | 1              |
| Brasil (Top 10 Streaming)                        | 8              |
| Canadá (Canadian Hot 100)                        | 3              |
| Dinamarca (Tracklisten)                          | 1              |
| Eslováquia (Singles Digitál Top 100)             | 2              |
| Espanha (PROMUSICAE)                             | 62             |
| Escócia (Official Charts Company)                | 2              |
| Finlândia (Suomen virallinen lista)              | 6              |
| França (SNEP)                                    | 1              |
| Grécia (IFPI)                                    | 4              |
| Hungria (Single Top 40)                          | 1              |
| Irlanda (IRMA)                                   | 1              |
| Países Baixos (Dutch Top 40)                     | 5              |
| Nova Zelândia (RMNZ)                             | 1              |
| Noruega (VG-lista)                               | 1              |
| Polônia (Polish Airplay Top 5)                   | 10             |
| Portugal (AFP)                                   | 1              |
| Suécia (Sverigetopplistan)                       | 2              |
| Suíça (Schweizer Hitparade)                      | 1              |
| Reino Unido (UK Singles Chart)                   | 1              |
| Estados Unidos (Billboard Hot 100)               | 1              |
| Estados Unidos (Billboard Hot Country Songs)     | 19             |
| Estados Unidos (Billboard Hot R&B/Hip-Hop Songs) | 1              |
| Estados Unidos (Billboard Mainstream Top 40)     | 30             |
| Estados Unidos (Billboard Rhythmic Songs)        | 23             |
| Chéquia (Singles Digitál Top 100)                | 2              |

### Certificações
| País           | Certificador      | Certificação |
| -------------- | ----------------- | ------------ |
| Alemanha       | BVMI              | Platina      |
| Austrália      | ARIA              | 10× Platina  |
| Brasil         | Pro-Música Brasil | 3× Diamante  |
| França         | SNEP              | Diamante     |
| Itália         | FIMI              | 2× Platina   |
| Nova Zelândia  | RMNZ              | 4× Platina   |
| Reino Unido    | BPI               | 3× Platina   |
| Estados Unidos | RIAA              | 15× Platina  |

## Prêmios e indicações
Listados abaixo estão os prêmios e indicações para "Old Town Road" e "Old Town Road (Remix)" com Billy Ray Cyrus.
| Ano  | Premiação                        | Categoria                 | Resultado | Ref.          |
| ---- | -------------------------------- | ------------------------- | --------- | ------------- |
| 2019 | Teen Choice Awards               | Choice Song: Male Artist  | Indicado  | [ 45 ]        |
| 2019 | Teen Choice Awards               | Choice Collaboration      | Indicado  | [ 45 ]        |
| 2019 | Teen Choice Awards               | Choice R&B Hip-Hop Song   | Venceu    | [ 45 ]        |
| 2019 | MTV Video Music Awards           | Song of the Year          | Venceu    | [ 46 ] [ 47 ] |
| 2019 | MTV Video Music Awards           | Song of Summer            | Indicado  | [ 46 ] [ 47 ] |
| 2019 | MTV Video Music Awards           | Video of the Year         | Indicado  | [ 46 ] [ 47 ] |
| 2019 | MTV Video Music Awards           | Best Hip Hop              | Indicado  | [ 46 ] [ 47 ] |
| 2019 | MTV Video Music Awards           | Best Collaboration        | Indicado  | [ 46 ] [ 47 ] |
| 2019 | MTV Video Music Awards           | Best Direction            | Indicado  | [ 46 ] [ 47 ] |
| 2019 | MTV Video Music Awards           | Best Editing              | Indicado  | [ 46 ] [ 47 ] |
| 2019 | MTV Video Music Awards           | Best Art Direction        | Indicado  | [ 46 ] [ 47 ] |
| 2019 | Country Music Association Awards | Musical Event of the Year | Venceu    | [ 48 ]        |